# Distretto di Kaga
Il distretto di Kaga (加賀郡, Kaga-gun?) è uno dei distretti della prefettura di Okayama, in Giappone.
Attualmente fa parte del distretto solo il comune di Kibichūō.